# Паркинсон, Арт
Арт Па́ркинсон (англ. Art Parkinson, род. 19 октября 2001, Мовилл, Ольстер) — ирландский актёр. Наиболее известен по роли Рикона Старка в телесериале HBO «Игра престолов».

## Биография
Мать Паркинсона Мования основала школу искусств, которую Арт и два его старших брата Пирс и Патрик посещали с раннего возраста. Вне съёмок Паркинсон любит играть в футбол со школьными друзьями.
В одном из интервью Арт упомянул, что родители не разрешали ему смотреть «Игру престолов» из-за взрослого рейтинга, кроме сцен, в которых принимал участие непосредственно он сам. В рейтинге лучших персонажей от газеты The Independent, персонаж Рикона Старка занимает последнюю, семидесятую строчку.
В 2008 году дебютировал в кино, снявшись в роли Кеннета в детстве в фильме «Багровая мгла». В 2014 году сыграл сына Дракулы Ингераса в фильме «Дракула».

## Фильмография
| Год       |    | Русское название        | Оригинальное название    | Роль             |
| --------- | -- | ----------------------- | ------------------------ | ---------------- |
| 2008      | ф  | Багровая мгла           | Freakdog                 | Кеннет в детстве |
| 2011—2016 | с  | Игра престолов          | Game of Thrones          | Рикон Старк      |
| 2013      | ф  | Поцелуй мамочку на ночь | Dark Touch               | Питер            |
| 2014      | ф  | Аномалия                | The Anomaly              | Алекс            |
| 2014      | ф  | Стрельба для Сократа    | Shooting for Socrates    | Томми            |
| 2014      | ф  | Дракула                 | Dracula Untold           | Ингерас          |
| 2014      | ф  | С любовью, Рози         | Love, Rosie              | Гэри Данн        |
| 2015      | ф  | Разлом Сан-Андреас      | San Andreas              | Олли             |
| 2016      | мф | Кубо и две струны       | Kubo and the Two Strings | Кубо             |
| 2017      | ф  | Я сражаюсь с великанами | I Kill Giants            | Дэйв             |
| 2017      | ф  | Зоопарк                 | Zoo                      | Том Холл         |
| 2018      | ф  | Чрево кита              | The Belly of the Whale   | Мартин Лэнкс     |
| 2019—2021 | с  | Убийство в заливе       | The Bay                  | Роб Армстронг    |